# غليندا غيتس رايلي
غليندا غيتس رايلي (بالإنجليزية: Glenda Gates Riley)‏ هي أكاديمية ومؤرخة أمريكية، ولدت في 6 سبتمبر 1938.